# Edvard Westerberg
Edvard Westerberg (født Westermann 8. november 1824 i København, død 8. marts 1865 sammesteds) var en dansk tegner og litograf.
Westerberg var søn af Marie Elisabeth Westermann og en ukendt fader, som skal have været murersvend. Han blev på anbefaling af professor G.F. Hetsch elev af Det Kongelige Danske Kunstakademi i januar 1837, avancerede til modelskolen i december 1846 og vandt den lille sølvmedalje december 1848. Samtidig kom han 1840 i lære i Em. Bærentzens lithographiske Institut, hvorfra han var udlært 1. januar 1845. Sølvmedaljearbejdet blev udstillet på Charlottenborg Forårsudstilling 1849.
Han nåede ikke at udvikle sin kunst så meget, men han viste store evner som litograf til blandt andet reproduktion af Wilhelm Marstrands Kaffeselskab i Den politiske Kandestøber. Også af en række portrætter og billeder af bygninger skabte han fine reproduktioner, inden han døde relativt ung, således for den
svenske kalender Svea en række små litografier efter svenske kunstnere som Ferdinand Fagerlin, Bengt Nordenberg, Carl d'Uncker og J.W. Wallander. De har en udsøgt kridtbehandling og finhed i farvetonerne.
Han er begravet på Assistens Kirkegård. Westerberg er repræsenteret i Kobberstiksamlingen.